# Herbert Callhoff
Herbert Callhoff (Viersen, 13 août 1933 – Cologne, 20 février 2016) est un compositeur et professeur d'université allemand.

## Biographie
Herbert Callhoff étudie la musique au lycée populaire à Essen et à l'École supérieure de musique de Cologne. Ses professeurs de composition étaient Siegfried Reda et Jürg Baur. Il est organiste et dirige le chœur à l'église catholique de sainte-Élisabeth de Düsseldorf pendant une dizaine d'années. Dès 1969, il enseigne la théorie de la musique et les formes musicales à l'Université Robert-Schumann de Düsseldorf. En 1975, il est nommé professeur. De 1995 à 1998, il dirige l'université en tant que recteur.
Son œuvre de compositeur comprend de la musique chorale, d'orchestre, de la musique de chambre et de la musique pour orgue. En 1984, il reçoit le prix de composition de la ville de Neuss.
Callhoff est inhumé le 27 février 2016, au cimetière de Cologne-Melaten (allée 64, n° 469).
Parmi ses élèves on trouve Otto Maria Kramer.